# Stylidium albolilacinum
Stylidium albolilacinum là một loài thực vật có hoa trong họ Stylidiaceae. Loài này được (Erickson & Willis) Lowrie & Carlquist miêu tả khoa học đầu tiên năm 1991.